# John Greene (Physiker)
John Morgan Greene (* 22. September 1928 in Pittsburgh; † 22. Oktober 2007 in San Diego) war ein US-amerikanischer theoretischer Physiker und angewandter Mathematiker, der für seine Arbeit zur Theorie der Solitonen und Beiträge zur Plasmaphysik bekannt ist.
Greenes Vater war Professor für Chemieingenieurwesen am Kansas State College. Er studierte mit einem nach mehrfachem Sieg in den staatlichen Mathematik-Wettbewerben des Staates Kansas gewährten Stipendium von Pepsi-Cola am Caltech (Bachelor-Abschluss 1950) und wurde 1956 an der University of Rochester in Kernphysik promoviert. Danach war er im Plasma-Physik-Labor der Princeton University (anfangs noch Projekt Matterhorn), wo er einer der leitenden theoretischen Physiker war und bis 1982 blieb. Ab 1982 war er Senior Technical Adviser in der Theoriegruppe bei General Atomics und gleichzeitig Adjunct Professor an der University of California, San Diego. Er starb an den Folgen einer Parkinson-Erkrankung.
Er verfasste eine Reihe von Arbeiten in Zusammenarbeit mit John Johnson und Katherine Weimer über das Gleichgewicht und die Instabilitäten von Tokamak- und Stellarator-Plasmen in der Magnetohydrodynamik. Mit Johnson und Ray Grimm entwickelte er den speziellen Computercode PEST (Princeton Equlibrium and Stability in Tokamaks Code). Mit Bruno Coppi und anderen untersuchte er dissipative Instabilitäten. Mit Ira Bernstein und Martin Kruskal führte er 1957 BKG Moden ein (nichtlineare Wellenlösungen in der Plasmaphysik).
2006 erhielt er den Leroy P. Steele Prize mit Martin Kruskal, Robert Miura und Clifford Gardner. für ihre Arbeit über die Inverse Streutransformationsmethode in der Theorie der Solitonen.
In den 1970er Jahren befasste er sich mit Hamiltonscher Dynamik in der Chaostheorie (Greene´s Kriterium des Zusammenbruchs von Tori in der KAM-Theorie 1979).
Er war seit 1956 verheiratet und hatte eine Tochter.
1992 erhielt er den James-Clerk-Maxwell-Preis für Plasmaphysik. Er war Fellow der American Physical Society (APS) und der American Geophysical Union.

## Verweise
1. ↑  Gardner, Greene, Kruskal, Miura, Korteweg-de-Vries equation and generalizations VI: Methods for exact solution, Comm.Pure Applied Mathematics, Bd. 27, 1974, S. 97–133
2. ↑  Gardner, Greene, Kruskal, Miura, Method for Solving the Korteweg-deVries Equation, Physical Review Letters, Band 19, 1967, S. 1095–1097

| Personendaten    | Personendaten                                                         |
| ---------------- | --------------------------------------------------------------------- |
| NAME             | Greene, John                                                          |
| ALTERNATIVNAMEN  | Greene, John Morgan (vollständiger Name)                              |
| KURZBESCHREIBUNG | US-amerikanischer theoretischer Physiker und angewandter Mathematiker |
| GEBURTSDATUM     | 22. September 1928                                                    |
| GEBURTSORT       | Pittsburgh                                                            |
| STERBEDATUM      | 22. Oktober 2007                                                      |
| STERBEORT        | San Diego                                                             |